# Josef Reiter
Josef Reiter (Niederwaldkirchen, 8 gennaio 1959) è un ex judoka austriaco.

## Palmarès
Olimpiadi
- 1 medaglia:
  - 1 bronzo (Los Angeles 1984 nei 65 kg)